# 합천 해인사 영산회괘불도
합천 해인사 영산회괘불도(陜川 海印寺 靈山會掛佛圖)는 경상남도 합천군 가야면, 해인사에 있는 불화이다. 2015년 1월 15일 경상남도의 유형문화재 제574호로 지정되었다.

## 지정 사유
해인사 대적광전 내부 궤에 보관된 합천 해인사 영산회괘불도는 綿本彩色이며, 석가모니불을 중심으로 문수・보현보살 및 가섭・아난존자와 사천왕이 묘사되어 있는 5존도 형식의 영산회괘불도이다. 괘불의 특성상 여러 장의 배접지와 삼베로 이루어진 두꺼운 배접과 삼각형의 上軸과 둥근 대형의 下軸에 의한 두루마리 형태로의 보관 및 전개를 반복함에 따른 절흔이 화면에 많이 드러나 있기도 하다. 또한 본존의 상호와 가슴 부위 등에 나타나 있는 오염 및 朱書 다라니가 있는 배면의 오손 등이 있으나 전체적인 상태는 양호한 편이다.
해인사 영산회괘불도는 경상도 지역에서 19세기 후반에 제작된 유일한 불화이다. 특히 해인사 화파를 형성했던 전기와 상수의 화풍을 살펴볼 수 있을 뿐만 아니라 서양화법의 음영법이 적용된 근대 불화에 영향을 주었던 중요한 작품이므로 “경상남도 유형문화재”로 지정한다.

## 참고 자료
- 합천 해인사 영산회괘불도 - 국가유산청 국가유산포털